# AIXM
Aeronautical Information Exchange Model (zkráceně AIXM, česky výměnný model pro letecké informace) umožňuje sdílet a spravovat letecká data v digitální formě. Je to společný projekt EUROCONTROLu a FAA. Cílem je příprava datového a konceptuálního modelu pro budoucí generaci systémů pracujících s leteckými informacemi. Poslední verze je 5.1, která byla vydána v roce 2009. Nová verze by měla být vydávána každé dva roky (verze 5.2 je plánována na rok 2011), ovšem u těchto modelů probíhá vývoj prakticky neustále.
AIXM má za úkol sběr, rozesílání i úpravy leteckých informací. Má dvě hlavní komponenty, konceptuální model a XML schéma. Jednou z jeho největších výhod je propracovaný časový model. Časovost je jednou ze základních charakteristik letových dat.

## Konceptuální model AIXM
Konceptuální model popisuje entity (features), vlastnosti (atributy a relace) a pravidla, které dohromady tvoří doménu leteckých dat. Proto je vhodný jako základ při modelování AIXM-kompatibilní databáze. Model zahrnuje mnoho oblastí, mimo jiné data pro letiště a heliporty nebo hranice letových prostorů. Vymodelován je pomocí UML.

### Entity
Důležité entity jsou v UML vymodelovány jako třídy.
- Letiště
- Trasy
- Ranveje
- Procedury

### Atributy
Atributy charakterizují jednotlivé entity.
- Ranvej má šířku a délku.
- Letiště má ICAO kód letiště a může mít jméno.

### Relace
Relace popisují vztahy mezi entitami v modelu.
- Ranvej je umístěná na letišti a ranvej má osvětlení.

### Pravidla
Model zahrnuje i pravidla, nicméně jejich dodržování záleží na každé implementaci.
- Každá ranvej musí být do 25nm od referenčních souřadnic letiště (kontrola věrohodnosti).
- Pětimístný kód každého waypointu (pojmenovaný bod se souřadnicemi) musí být celosvětově unikátní (povinné pravidlo).

## AIXM XML schéma
Představuje samotný výměnný model pro data. Je to implementace konceptuálního modelu pomocí XML schéma. Umožňuje tedy vyměňovat letecká data ve formě XML mezi různými systémy.

### Použití
- V publikačních systémech při tvorbě AIPu.
- Digital NOTAM (obohacení klasického čistě textového NOTAMu o strukturovanou XML složku).
- V systémech pro správu leteckých informací jako je EFB (Electronic Flight Bag) nebo FMS (Flight Management System) apod.

### Příklad letiště v XML formátu
Povšimněte si, že entita je zabalené v časovém kontejneru (timeSlice).
```
<?xml version="1.0" encoding="UTF-8"?>

<aixm:AirportHeliport
 
gml:id=
"EADH"
 
xmlns:xlink=
"http://www.w3.org/1999/xlink"

    
xmlns:aixm=
"http://www.aixm.aero/schema/5.1"
 

    
xmlns:gml=
"http://www.opengis.net/gml/3.2"

    
xmlns:xsi=
"http://www.w3.org/2001/XMLSchema-instance"

    
xsi:schemaLocation=
"http://www.aixm.aero/schema/5.1 ../xsd/AIXM_Features.xsd"
>

	
<gml:identifier
 
codeSpace=
"http://www.aixm.aero/example"
>
dd062d88-3e64-4a5d-bebd-89476db9ebea
</gml:identifier>

	
<aixm:timeSlice>

		
<aixm:AirportHeliportTimeSlice
 
gml:id=
"ahts1EADH"
>

			
<gml:validTime>

				
<gml:TimePeriod
 
gml:id=
"vtnull0"
>

					
<gml:beginPosition>
2009-01-01T00:00:00.000
</gml:beginPosition>

					
<gml:endPosition
 
indeterminatePosition=
"unknown"
/>

				
</gml:TimePeriod>

			
</gml:validTime>

			
<aixm:interpretation>
BASELINE
</aixm:interpretation>

			
<aixm:sequenceNumber>
1
</aixm:sequenceNumber>

			
<aixm:correctionNumber>
0
</aixm:correctionNumber>

			
<aixm:featureLifetime>

				
<gml:TimePeriod
 
gml:id=
"ltnull0"
>

					
<gml:beginPosition>
2009-01-01T00:00:00.000
</gml:beginPosition>

					
<gml:endPosition
 
indeterminatePosition=
"unknown"
/>

				
</gml:TimePeriod>

			
</aixm:featureLifetime>

			
<aixm:designator>
EADH
</aixm:designator>

			
<aixm:name>
DONLON/DOWNTOWN
 
HELIPORT
</aixm:name>

			
<aixm:magneticVariation>
-3
</aixm:magneticVariation>

			
<aixm:dateMagneticVariation>
1990
</aixm:dateMagneticVariation>

			
<aixm:magneticVariationChange>
0.03
</aixm:magneticVariationChange>

			
<aixm:servedCity
 
xsi:nil=
"true"
 
nilReason=
"missing"
/>

			
<aixm:responsibleOrganisation>

				
<aixm:AirportHeliportResponsibilityOrganisation
 
gml:id=
"ID01"
>

					
<aixm:role>
OPERATE
</aixm:role>

					
<aixm:theOrganisationAuthority

                                            
xlink:href=
"http://www.aixm.aero/example#xpointer(//aixm:OrganisationAuthority[gml:identifier='74efb6ba-a52a-46c0-a16b-03860d356882'])"
/>

				
</aixm:AirportHeliportResponsibilityOrganisation>

			
</aixm:responsibleOrganisation>

			
<aixm:ARP>

				
<aixm:ElevatedPoint
 
srsDimension=
"2"
 
gml:id=
"elpoint1EADH"
>

					
<gml:pos
 
srsDimension=
"3"
>
-32.035
 
52.288888888888884
 
</gml:pos>

					
<aixm:elevation
 
uom=
"M"
>
18.0
</aixm:elevation>

					
<aixm:geoidUndulation
 
xsi:nil=
"true"
 
nilReason=
"unknown"
/>

				
</aixm:ElevatedPoint>

			
</aixm:ARP>

			
<aixm:availability
 
xsi:nil=
"true"
 
nilReason=
"withheld"
/>

			
<aixm:annotation>

				
<aixm:Note
 
gml:id=
"ID03"
>

					
<aixm:propertyName
 
xsi:nil=
"true"
 
nilReason=
"missing"
/>

					
<aixm:translatedNote>

						
<aixm:LinguisticNote
 
gml:id=
"ID04"
>

							
<aixm:note
 
lang=
"fr-fr"
>
Note
 
en
 
Français
</aixm:note>

						
</aixm:LinguisticNote>

					
</aixm:translatedNote>

				
</aixm:Note>

			
</aixm:annotation>

		
</aixm:AirportHeliportTimeSlice>

	
</aixm:timeSlice>

</aixm:AirportHeliport>

```